# Arnot, Pennsylvania
Arnot är en ort i Tioga County i delstaten Pennsylvania, USA.